# Cala de Cambriles
La playa de Cambriles está situada en el municipio de Lújar, en la provincia de Granada, comunidad autónoma de Andalucía.